# St. Rochus (Göschweiler)

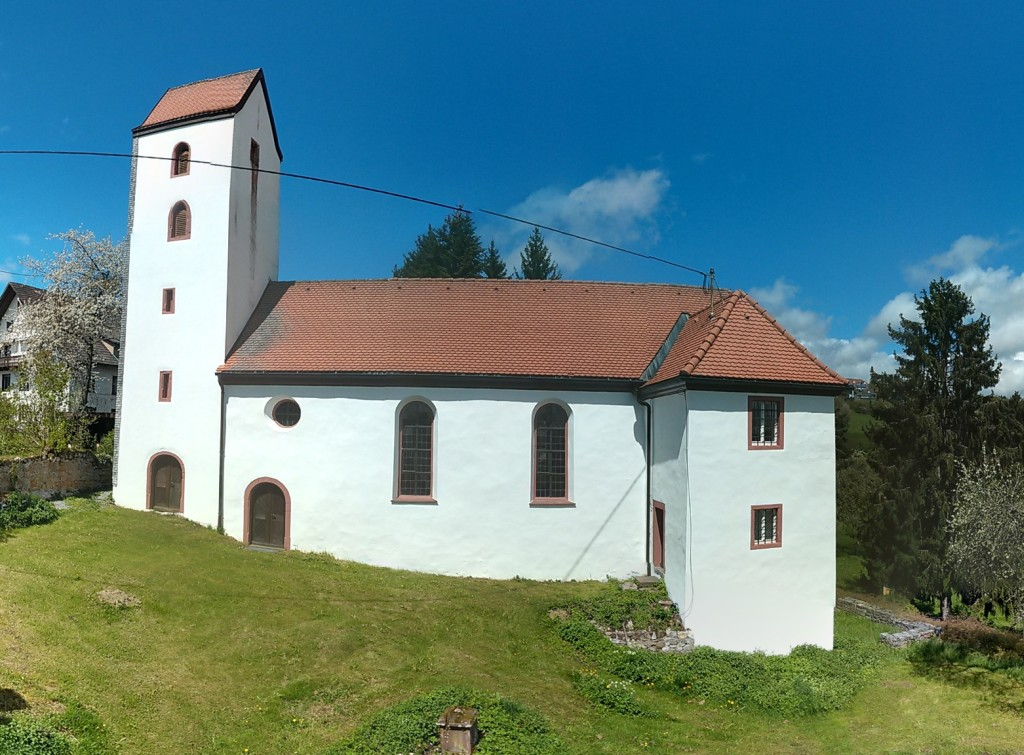
Rochuskirche in Goeschweiler im Jahr 2013

Die Geschichte der St.-Rochus-Kirche in Göschweiler im Südschwarzwald geht bis ins 13. Jahrhundert zurück, sie wird heute als Atelier und Veranstaltungsraum durch den zeitgenössischen Künstler Johannes Dörflinger genutzt.

## Geschichte
Der Turm der Rochuskirche stammt aus dem 14. Jahrhundert, das Kirchenschiff selbst aus dem 18. Jahrhundert. 1939 verlor die Rochuskirche ihre sakrale Bedeutung, da eine neue Kirche die „Herz-Jesu-Kirche“ in Göschweiler fertiggestellt wurde. 1994 wurde der Kirchenraum mit Empore und die Sakristei zu einem Atelier umgebaut.

## Belege
1. ↑  Archivierte Kopie (Memento des Originals vom 11. Januar 2016 im Internet Archive)  Info: Der Archivlink wurde automatisch eingesetzt und noch nicht geprüft. Bitte prüfe Original- und Archivlink gemäß Anleitung und entferne dann diesen Hinweis.
2. ↑  Gerold Bächle: Rochuskirche inspiriert Weltbürger. In: suedkurier.de. 31. Oktober 2006, abgerufen am 22. Februar 2024.
3. ↑  Rochuskirche und Käsekeller im Fokus. In: suedkurier.de. 6. Juni 2015, abgerufen am 22. Februar 2024.

Koordinaten: 47° 51′ 21,5″ N, 8° 18′ 45,6″ O